# Fazenda Vilanova
Fazenda Vilanova là một đô thị thuộc bang Rio Grande do Sul, Brasil. Đô thị này có diện tích 84,794 km², dân số năm 2007 là 3068 người, mật độ 36,18 người/km².